# Zatrephes peruviana
Zatrephes peruviana là một loài bướm đêm thuộc phân họ Arctiinae, họ Erebidae.